# Антоніо Серменьйо
Антоніо Серменьйо (ісп. Antonio Cermeño, 6 березня 1969 — 25 лютого 2014) — венесуельський професійний боксер, чемпіон світу за версією WBA (1995—1997) в другій легшій вазі і (1998—1999) в напівлегкій вазі.

## Професіональна кар'єра
На профірингу дебютував 1990 року. Маючи рекорд 21-1, 13 травня 1995 року вийшов на бій проти чемпіона WBA в другій легшій вазі Вілфредо Васкеса (Пуерто-Рико) і переміг одностайним рішенням. Впродовж 1995—1997 років провів дев'ять переможних боїв, сім з яких були захистами титулу.
3 квітня 1998 року вийшов на бій за вакантний титул чемпіона WBA в напівлегкій вазі проти Фредді Норвуда (США) і програв одностайним рішенням.
3 жовтня 1998 року вийшов на бій за вакантний титул чемпіона WBA в напівлегкій вазі проти Дженаро Ріоса і, нокаутувавши суперника в четвертому раунді, завоював титул. Провівши один захист, 29 травня 1999 року знов вийшов на бій проти Фредді Норвуда і програв розділеним рішенням.
В наступному бою 9 жовтня 1999 року в бою проти Йобера Ортега (Венесуела) завоював титул «тимчасового» чемпіона WBA в другій легшій вазі. До завершення кар'єри провів ще 13 боїв.